# Hendrik Gerard van Holthe tot Echten (1862-1940)
Hendrik Gerard van Holthe tot Echten (Assen, 24 juli 1862 - Oosterbeek, 11 februari 1940) was een Nederlandse politicus.

## Leven en werk
Jhr.mr. Van Holthe tot Echten was een zoon van de Asser advocaat en notaris Anne Willem van Holthe tot Echten en Maria Louisa Hora Buma. Hij studeerde na zijn gymanasiumopleiding rechten aan de Universiteit Leiden en promoveerde aldaar in 1887. Hij trouwde op 21 mei 1891 met Constantia Johanna Anna Christina barones van der Feltz (1870-1953), dochter van het Gelderse statenlid Jacobus baron van der Feltz en Albertina Constantia van Swinderen en kreeg met haar drie kinderen, twee zonen en een dochter.
Hij vestigde zich na zijn studie als advocaat te Assen en werd daar actief in de gemeentepolitiek. Vanaf 1895 bewoonde hij Huize Ebbenerve, vernoemd naar het goed Ebbenerve bij het Gelderse Oosterwolde waar de oudst bekende voorvader Van Holthe in 1404 mee werd beleend. In 1896 werd hij raadslid en wethouder van Assen. Van 1903 tot 1913 was hij tevens lid van Provinciale Staten van Drenthe. Tijdens deze periode was hij twee jaar, van 1909 tot 1911, buitengewoon lid van Gedeputeerde Staten. In 1914 werd hij gekozen tot lid van de Eerste Kamer. Van Holthe tot Echten was kamerheer van 1898 tot zijn overlijden in februari 1940 op 77-jarige leeftijd te Renkum. Hij was Officier in de Orde van Oranje-Nassau.
Zijn zoon Rudolph Otto werd burgemeester van Vledder en zijn zoon Marie Louis werd burgemeester van Rhenen, Zeist en Breukelen.

## Auto
Van Holthe tot Echten was in 1899 de eerste particuliere bezitter van een auto in Drenthe. In 1906 kreeg hij het kenteken D-1 uitgereikt. Na 1924 ging dit kenteken over naar de toenmalige Commissaris van de Koningin in Drenthe Linthorst Homan.

## Afbeeldingen

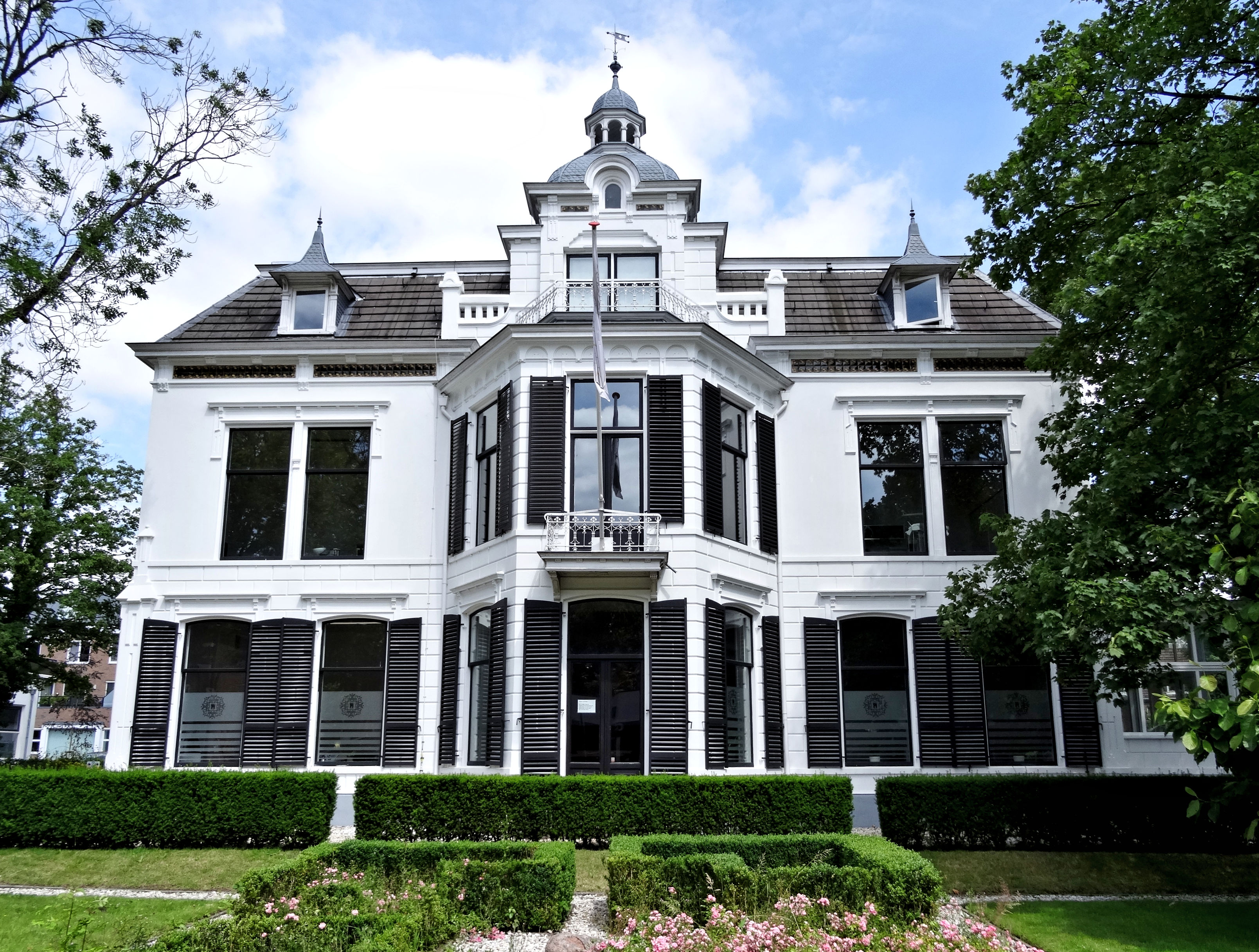
Huize Ebbenerve in Assen
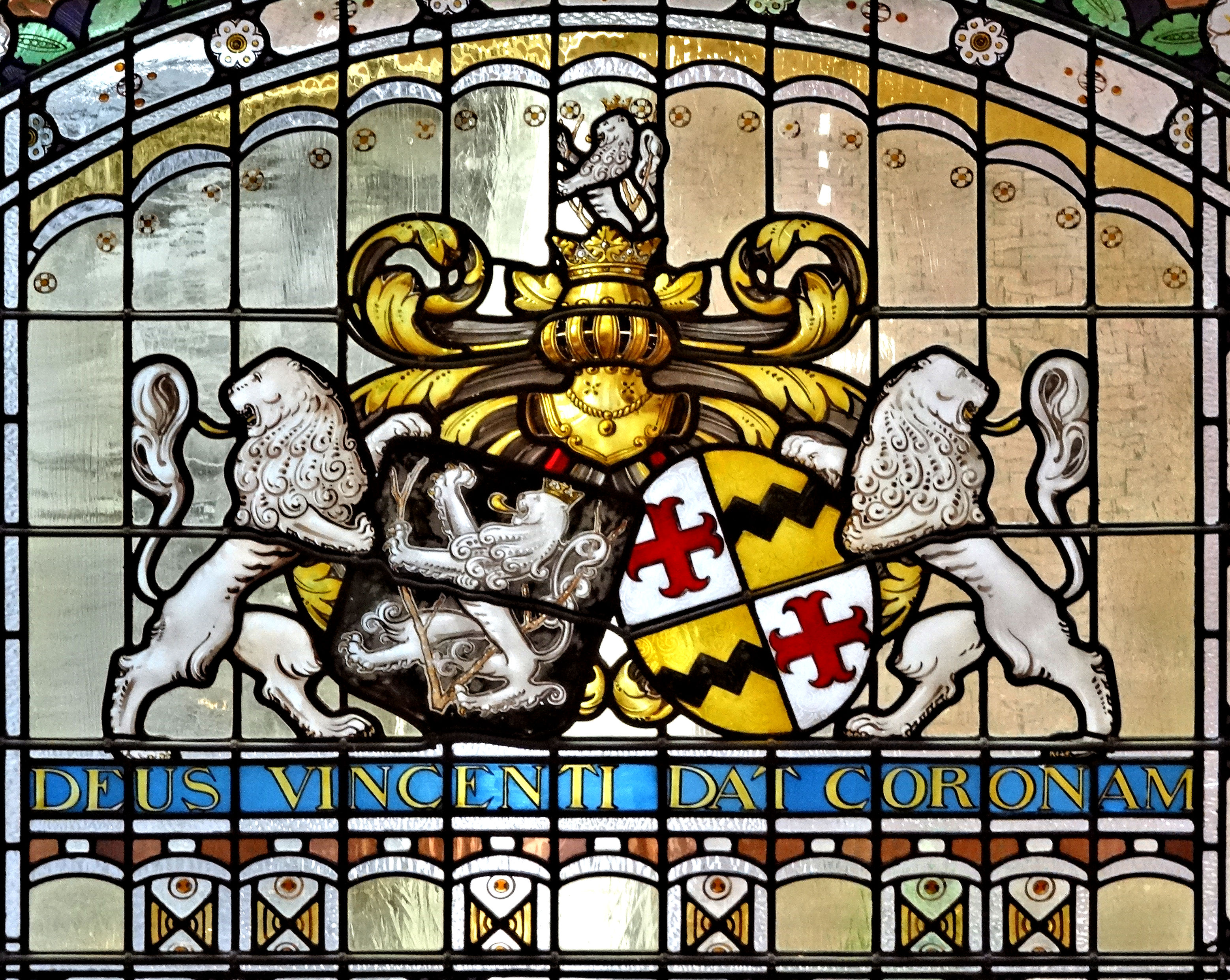
Detail glas-in-loodraam met de wapens van Van Holthe en zijn vrouw

- Biografisch Portaal: 65493937
- Parlement.com: vg09ll1rkht7